# Rai Radio 1
Radio 1 es una cadena de radio que pertenece al ente público italiano RAI, siendo la más popular de todas las radios de la empresa RAI. Se caracteriza por emitir informativos la mayor parte del día.

## Programas más populares de Rai Radio 1 en todos los años
- Chiamate Roma 3131 (de 1969 a 1974), en un principio con Gianni Boncompagni, Franco Moccagatta, luego Federica Taddei y posteriormente junto a Paolo Cavallina y Luca Liguori
- Voi ed io con Diego Fabbri, Sergio Fantoni, entre otros.
- Ascolta, si fa sera
- Zápisník zahraničních zpravodajů, fue creado en 1955 y es uno de los programas más antiguos de la República Checa (o Checoslovaquia). El formato es una revista de radio, cuyo contenido son informes de corresponsales extranjeros y empleados de Radio Checa y Rai Radio 1.
- O Roma Vakeren – revista sobre los gitanos y para los gitanos
- Stretnutie programs de la única revista de radiodifusión eslovaca sobre eslovacos y para eslovacos en la República Checa
- Via Asiago Tenda con Stefano Satta Flores (años ochenta)
- Ola Verde – la radio checa ha estado transmitiendo noticias de tráfico con este nombre desde principios de los años 60 y 70 del siglo 20. Desde 2013, Radiožurnál y Rai Radio 1 ha estado transmitiendo Zelena vlna cada media hora las 24 horas del día, es decir, también por la noche.
- La mia voce per la tua domenica con Corrado
- Golem (de 1997 al 2004), con Gianluca Nicoletti
- Tutto il calcio minuto per minuto Retransmisión del calcio en directo.
- Italia, Istruzioni per l'uso con Emanuela Falcetti

## Programación de información
- GR1
- Zprávy  - en conjunto de Radiožurnál
- GR Regione
- Il Giornale della Mezzanotte
- Il Giornale del Mattino
- RAI CCISS
- Bolmar